# Der Boxprinz
Der Boxprinz ist ein deutscher Film aus dem Jahr 2002 von Gerd Kroske. Der Dokumentarfilm erzählt die Lebensgeschichte des Boxers Norbert Grupe, der unter seinem Kampfnamen Prinz von Homburg bekannt wurde. Der deutsche Kinostart war am 24. Januar 2002.

## Handlung
Der Film zeigt das Boxermilieu der 1960er- und 1970er-Jahre und ein Porträt des Boxers Norbert Grupe, der durch seinen skandalträchtigen Boxstil und seine Verwicklungen mit dem kriminellen Milieu von Hamburg-St. Pauli bekannt wurde.
Ausschnitte aus Boxkämpfen (unter anderem gegen Piero de La Papa; Óscar Bonavena) sowie Meinungen und Geschichten früherer Freunde geben Eindrücke über Norbert Grupe und seine Zeit.

## Hintergründe
Der Film entstand zwischen 1999 und 2000 an Drehorten in Hamburg, San Francisco, Miami, Los Angeles, Santa Barbara, Berlin und Bieberach.
Bekannt wurde der Film durch eine Szene mit Stefan Hentschel, als dieser einen Passanten ohrfeigt, der ihn anspricht.

## Kritiken
„Der Film zeichnet das Bild einer schillernden Persönlichkeit und verdichtet sich durch die ebenso freimütigen wie eitlen Aussagen ehemaliger Weggefährten zu einer beredten Zeit- und Milieustudie.“

„Es ist der Beharrlichkeit des Berliner Dokumentarfilmers Gerd Kroske zu verdanken, dass jetzt ein Dokumentarfilm ins Kino kommt, der den verschlungenen Lebensweg des gelernten Schlachters mit zahlreichen Interviews und seltenen Archivbildern nachzeichnet. ‚Der Boxprinz‘ ist ein nostalgischer Rückblick auf eine Zeit, als Boxen und Halbwelt noch untrennbar zusammengehörten.“